# 萩原敏雄
萩原 敏雄（はぎわら としお、1936年（昭和11年）5月18日 - ）は、日本のテレビプロデューサー、実業家。日本テレビ社長、日本テレビフットボールクラブ会長兼社長を務めた。

## 来歴・人物
萩原雄祐・結子夫妻の三男として東京府（現・東京都）に生まれる。
慶應義塾高等学校を経て慶應義塾大学文学部を卒業。俳優の早川保と川口浩は慶應高校の同級生。早川とは慶大でも同期であった。
文学青年だった萩原は、出版社を志し、新潮社の最終面接まで行った。だが、萩原には日本テレビにコネがあった。新潮社の最終面接で「あなたは合格したら間違いなく入社しますね？」という問いに正直に答えた。日本テレビが採ってくれるといえば、そちらに入らざるを得ないと、。結果、当然ながら新潮社から不合格の連絡が入り、1959年4月に日本テレビに入社することになった。

### 日本テレビ入社
入社後、配属されたのは脚本部。先輩のアイデアを企画書にまとめるのが仕事だった。程なく制作部に異動すると、松本尚彦の薫陶を受けた。松本は映画界からテレビ界に転身し、ドラマもバラエティもクイズもあらゆる種類のテレビ番組を手がけていた。だから、萩原もその下で"何でも屋"に育っていった。松本の代表作といえば『ほろにがショー 何でもやりまショー』であるが、この番組の1コーナーとして「どっきりカメラ」がつくられた。それを手がけたのは、萩原と同期の太田杜夫だった。しかし、太田は『ショック!!』という番組の企画を立ち上げると、その番組のために長期間海外へ飛び、『何でもやりまショー』のプロデューサーから降りてしまった。その結果、「どっきりカメラ」が『元祖どっきりカメラ』として独立し番組化されるときに、白羽の矢がたったのが萩原だった。こうして萩原の代表作は生まれた。だが萩原は、番組とは最初につくった人のもので、確かに番組を発展させたと言われればそうだが、自分の番組ではなく、『どっきりカメラ』は太田そのものだと話す。そんな中で紛れもなくは萩原の番組といえるのが『それは秘密です!!』と『特ダネ登場!?』だった。『元祖どっきりカメラ』も含め、3番組ともが視聴率20%を超える人気番組となり、功績が認められ「社長賞」が与えられた。
1982年9月に第1制作局制作第2部長、1984年12月に編成局編成部長、1986年7月に編成次長、1989年広報局長、1992年スポーツ局長を歴任。
1992年11月、一度は日本テレビから追放された読売新聞社出身の氏家齊一郎が社長に就任した。氏家は一度日本テレビに来たときから、萩原の手腕に一目置いていた。80年代の日本テレビは、制作局ではプロデューサーが大きな力を持っており、いわゆる"縄張り"意識が強かった。その上で営業の力も強かったため、編成は営業と制作の調整役のような役回りに甘んじていた。本来、編成とは局全体のことを第一に考え番組編成を最適なものに変えていく部署。だが、当時はその構造ゆえ役割を果たしているとはいえなかった。それでは、ヒット番組ができたとしても、局全体の底上げにはならない。フジテレビも70年代は、同じような仕組みだったが、鹿内春雄が大改革を断行し、編成主導に変えた。氏家は日本テレビも大編成局をつくり編成主導にしなければならないのではないか。と考え、スポーツ局長だった萩原を呼び出した。「どうしたら日本テレビは視聴率でトップになれるか？」「誰が何をやろうと、今のままでは絶対に獲れません」単刀直入に尋ねる氏家に萩原はそう断言し、続けた。「徹底的な編成の構造改革が必要です」萩原はこの時、ある編成案をすぐに提示した。「編成改革をして問題はないのか？」氏家からの問いに、萩原はあえて正直に答えた。「営業から制作のクリエーター、報道とスポーツ……。社内では各方面で大問題になるでしょう」少し考え、氏家は萩原の目を見据え言った。「本当にこれをやれば勝つチャンスはあるのか？」「チャンスはあります」「よし、やろう！」即決だった。

### 社長就任
1993年5月、氏家は萩原を編成局長に据え、翌月、取締役に指名した。1996年5月に常務取締役、2000年5月に専務取締役、2001年6月にそれまで読売新聞社出身者が歴代の社長を務めていた日本テレビにおいて初のプロパー社長に就任した。氏家・萩原体制の日本テレビは、民放各局の中でもずば抜けて視聴率を重視した舵取りをし、94年以降、9年連続で年間視聴率四冠王に君臨し続けた。しかし、2003年10月に発覚した「日本テレビ視聴率買収事件」の責任を取り萩原は副社長に降格。翌年6月には副社長からも退任した。その後、Jリーグの東京ヴェルディを運営する日本テレビフットボールクラブの会長兼社長を2009年まで務めた。
社長在任中は、吉本興業の林裕章社長（当時）と漫才コンビ「ザ・社長ズ」を結成するなどのパフォーマンスを行ったこともある。

## 日本テレビ視聴率買収事件
2003年10月24日、日本テレビ社員による前代未聞の「視聴率買収事件」が発覚した。事件を起こしたプロデューサーは、興信所を使い、視聴率調査会社「ビデオリサーチ」の調査世帯を割り出し、その世帯に対し、自分が制作した番組をみてもらうように依願。その見返りとして、現金や商品券を渡したという。その資金は番組制作費の流用でまかなわれた。視聴率至上主義の行き着く先―。そんな批判が当然のごとく巻き起こった。「刑務所の塀の上を歩くくらいの番組をつくれ」萩原が口癖のように言っていた言葉を額面通り受け取り、法律スレスレの不正に手を染めていた。
「間違えなく僕の責任なんです」萩原はそう言い、「年末年始の大会議や編成部員を集めた会議で、僕は『視聴率を獲れ』『視聴率を獲らない番組は何の価値もない』と言い続けましたから。それを受けてまさかそんなことをする人がいるなんて思ってもみなかった。まともに僕の言っていることを受け止めてくれているだろうと思ってた。僕はあんなことをしてまで獲れと言っていたんじゃない。でも、社長だったら、そうやって考える人もいるということを想定していなければならなかった。だから会社っていうのは難しいんです。と述懐する。

## 親族
父・雄祐は日本を代表する天文学者として知られており、母・結子は深井英五・はる夫妻の長女。
外祖父の深井は日本銀行総裁を務めた銀行家で、外祖母・はるは北信政財界の第一人者として知られた小坂善之助の次女にあたる。善之助の孫で結子の従弟にあたる小坂徳三郎は三井十一家の1つである本村町家2代目・三井弁蔵の長女と結婚したので、萩原家は深井家・小坂家を通じて三井財閥の創業者一族である三井家と姻戚関係で結ばれているといえる。
なお敏雄の次兄・道雄は外祖父・深井英五の養嗣子となり、日銀勤務を経て日本長期信用銀行の監査役を務めた。また大伯父（外祖母・はるの兄）に小坂順造（善之助の長男）、母の従弟に小坂善太郎（順造の長男、徳三郎の兄）、又従弟に小坂憲次（善太郎の次男）がいる。関根達雄（曽祖父が小坂善之助のはとこ）を通じて、読売新聞・日本テレビ幹部の正力松太郎（日テレ初代社長、初代会長）、小林與三次（日テレ第4代社長、第2代会長）とも遠戚関係である。

## 担当した番組
- 『テレビ笑劇場 バッチリ横丁』（演出）
- 『元祖どっきりカメラ』
- 『それは秘密です!!』
- 『東芝ファミリーホール特ダネ登場!?』（プロデューサー → 制作）
- 『木曜スペシャル』（制作）
- 『テレビに出たいやつみんな来い!!』（企画・制作）
- 『天才・たけしの元気が出るテレビ!!』（企画）
- 『24時間テレビ 「愛は地球を救う」』（1978年コーナーチーフプロデューサー、1994年、1995年制作指揮、1996年～1999年総指揮）

## 担当作品
- わが愛の譜 滝廉太郎物語：企画
- 千と千尋の神隠し：企画
- 映画 犬夜叉 時代を越える想い：製作
- 名探偵コナン ベイカー街の亡霊：製作
- 猫の恩返し :製作
- 映画 犬夜叉 鏡の中の夢幻城：製作
- 名探偵コナン 迷宮の十字路：製作
- 映画 犬夜叉 天下覇道の剣：製作
- 名探偵コナン 銀翼の奇術師：製作補
- ハウルの動く城:製作補
- 映画 犬夜叉 紅蓮の蓬莱島：製作補
- 名探偵コナン 水平線上の陰謀：製作補